# Шоссе 20 (Израиль)
Шоссе 20 (ивр. כביש 20‎, также ивр. כביש איילון‎ Шоссе Аялон) — израильское шоссе, проходящее сквозь самую большую агрегацию Израиля — Гуш-Дан. Проходит вдоль Ришон-ле-Циона, Холона, Тель-Авива до Герцлии. Шоссе Аялон соединяет между собой самые главные шоссе в центральном районе Израиля, такие как Шоссе 1 (Тель-Авив — Иерусалим), Шоссе 2 (Тель-Авив — Хайфа), Шоссе 5 (Тель-Авив — Ариэль), Шоссе 4 (юг-север Израиля, параллельно шоссе 20) и Шоссе 431 (Тель-Авив — Иерусалим). Состоит из многорядной автомагистрали и железнодорожных путей, находящихся между противоположными направлениями движения. Большая часть шоссе проходит вдоль реки Аялон, отсюда распространенное название шоссе. Шоссе Аялон является одним из самых загруженных шоссе в Израиле и пропускает до 750 000 автомобилей в сутки.

## История
В первых генеральных планах Тель-Авива и региона предполагалось, что полоса вдоль реки Аялон (которую до 1952 года называли «Вади Мусрара») станет большим парком, опоясывающим регион. По плане Геддеса 1925 года на реке должны были возвести плотины, чтобы улучшить водоснабжение города и облегчить борьбу с малярией. Всеизраильский генплан 1951 года также предполагал появление зелёной полосы вдоль реки, она должна была соединять два больших городских парка. На этом плане впервые было предложено провести по руслу железную дорогу, соединявшую бы центр страны с Хайфой.
На последующие предложения повлияли наводнения, произошедшие зимой 1951—1952 годов. Река вышла из берегов и затопила многие прилегающие районы, ущерб был значительным. По просьбе властей американский инженер-гидротехник Джон Коттон рассмотрел способы борьбы с наводнениями, и в 1952 году опубликовал отчёт, в котором предлагал отвести реку в море до того, как она попадает в город, а осушенное русло использовать для прокладки железной дороги, проходившей бы ниже окружающих районов. План не был реализован, но с того момента все проекты предлагали использование русла реки в качестве транспортного коридора.
В 1951 году муниципалитет Тель-Авива поручил Аарону Горвицу, ранее ответственному за городское планирование Кливленда, подготовить генеральный план развития города. В 1954 году Горвиц подал план, подразумевавший перепланировку города согласно американской концепции. Одним из элементов плана была автострада, проходящая по руслу Аялона, с т-образным ответвлением в сторону старой Яффы. План не учитывал местные условия и потребности и предлагал снос целых кварталов.
В 1960-е годы правительственные планы уже подразумевали использование русла Аялона в качестве элемента всеизраильской сети автострад. В 1968 году канадский консорциум под руководством инженера Филиппа Эварта (англ. Philippe Ewart) подал своё предложение, которое было менее радикальным, чем предыдущие — вместо сноса домов предлагалось ограничиться использованием естественного русла для прокладки трассы.
Тем временем городские власти Тель-Авива стали продвигать проект создания нового торгово-коммерческого центра города на месте Маншии — бывшего квартала Яффы, покинутого жителями во время израильской войны за независимость. Согласно плану, подготовленному фирмой «Колин-Захави», чтобы обеспечить доступ к нему, предполагалось проложить вдоль берега автостраду, к которой подходили бы дороги, ведущие в города-спутники. Вместе с автострадой, идущей по Аялону, они образовали бы большое кольцо. Параллельно шла подготовка нового генплана города, порученного архитектору и градостроителю Циону Хашимшони. Хашимшони крайне критически отнёсся как к плану по перестройке Маншии, так и к предложенной транспортной инфраструктуре. Вместе с британским консультантом Колином Бьюкененом они пытались воплотить в своём плане баланс между транспортной доступностью и качеством жизни. Важным их предложением стала постройка нового торгово-коммерческого центра города вдоль будущего шоссе Аялон.
В 1964 году правительство решило продвигать проект прокладки шоссе по руслу Аялона. В 1967 году было сделано технико-экономическое обоснование и оценена экономическая целесообразность строительства, после чего правительство получило 20 миллионов долларов от Всемирного банка на этот проект. Первые действия заключались в том, чтобы запереть реку Аялон в закрытом канале, поскольку в течение многих лет она затапливала окрестности Тель-Авива и угрожала строительству трассы. Проект был изначально разработан в виде скоростной дороги, достигающей города Хадера.
В 1972 году был представлен план министерства транспорта, предполагавший создание интегрированной системы общественного транспорта для всего Центрального Израиля. Она состояла бы из железной дороги, центральная часть которой проходила бы по руслу Аялона, и метро, ответвляющегося от неё и доходящего до центра Тель-Авива. План столкнулся с сопротивлением муниципалитета Тель-Авива, так как почти не решал внутригородские транспортные проблемы и плохо состыковывался со стремлением властей возвести бизнес-коммерческий центр в Маншийе.
В 1974 году был готов очередной транспортный план, который подготовил Jack Leisch, ранее заложивший принципы проектирования американских автострад. Подобно плану Колин-Захави, в его основе лежала сеть автострад, основу которой составляли бы две крупные артерии, ведущие с севера на юг — по руслу Аялона и по берегу. Чтобы уменьшить отрицательное влияние этих дорог на город, часть прибрежного шоссе и некоторые из соединяющих дорог должны были пройти по туннелям. Тем не менее, реализация плана потребовала бы сноса многих кварталов в самом центре города (а оставшияся районы превратились бы в изолированные островки), на что муниципалитет не был готов. В итоге, строительство в Маншие ограничилось несколькими высотными гостиницами и офисными зданиями, и ни один из проектов прокладки автострад к западу от Аялона не был реализован.
Строительство автострады началось в 1980-е годы (или в 1972 или 1969 году). Первый участок шоссе (от ул. Ха-Шалом до ул. Бялик) был завершён в 1982 году, второй (от ул. Ха-Шалом до ул. Ла-Гардия) — в 1984.
С развитием автострады вокруг неё стал складываться бизнес-коммерческий центр, сначала в Рамат-Гане (район алмазной биржи), а позже - и в Тель-Авиве, начиная с центра Шалом, сегодня известного как центр Азриэли. С тех пор вдоль трассы выросла полоса небоскрёбов.

## Современность
На начало 2020-х годов по трассе ежедневно проезжает около 850 тыс. автомобилей (около 1/4 зарегистрированных в стране машин).

## Виды шоссе 20

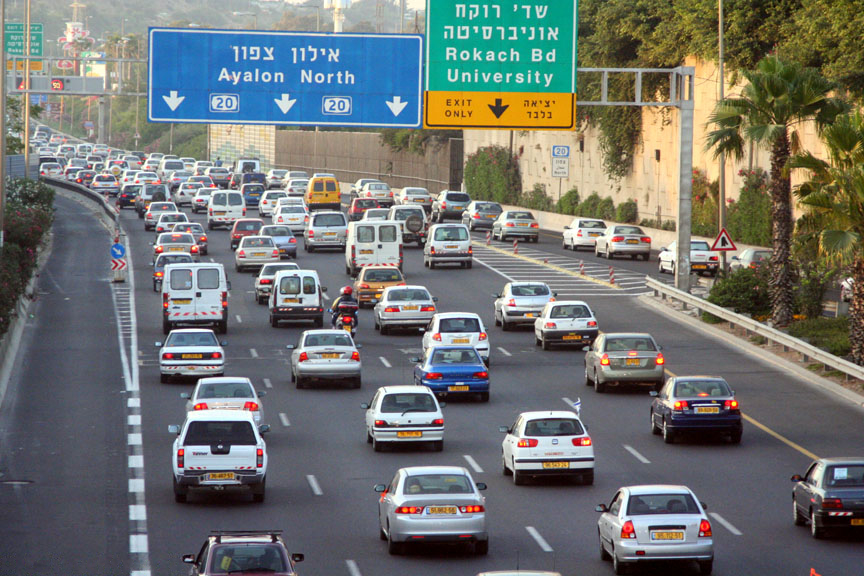
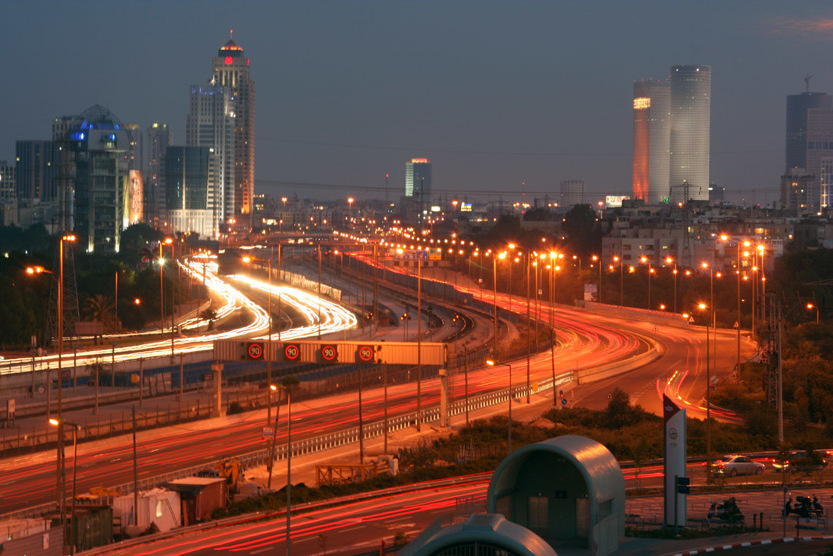
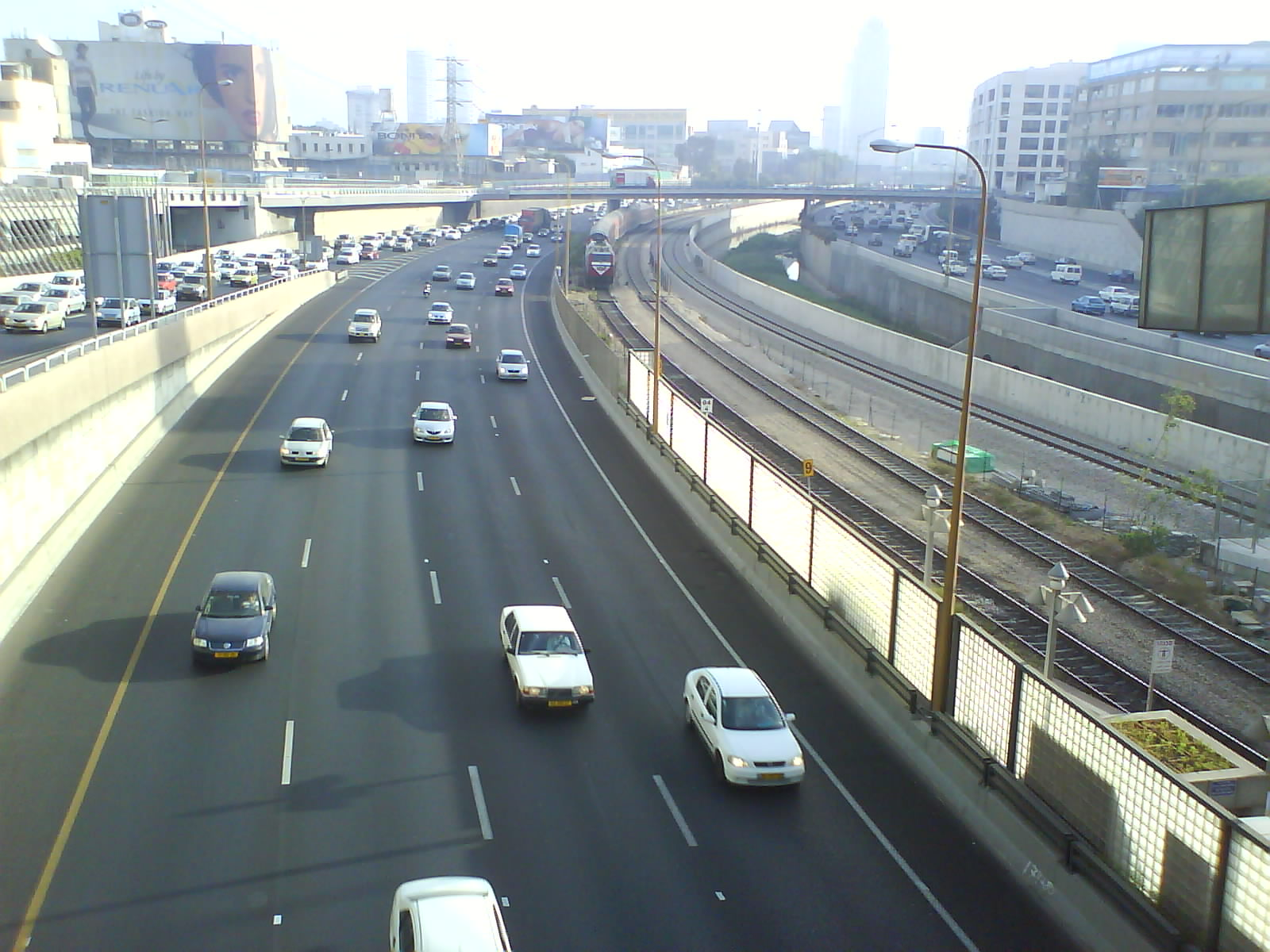
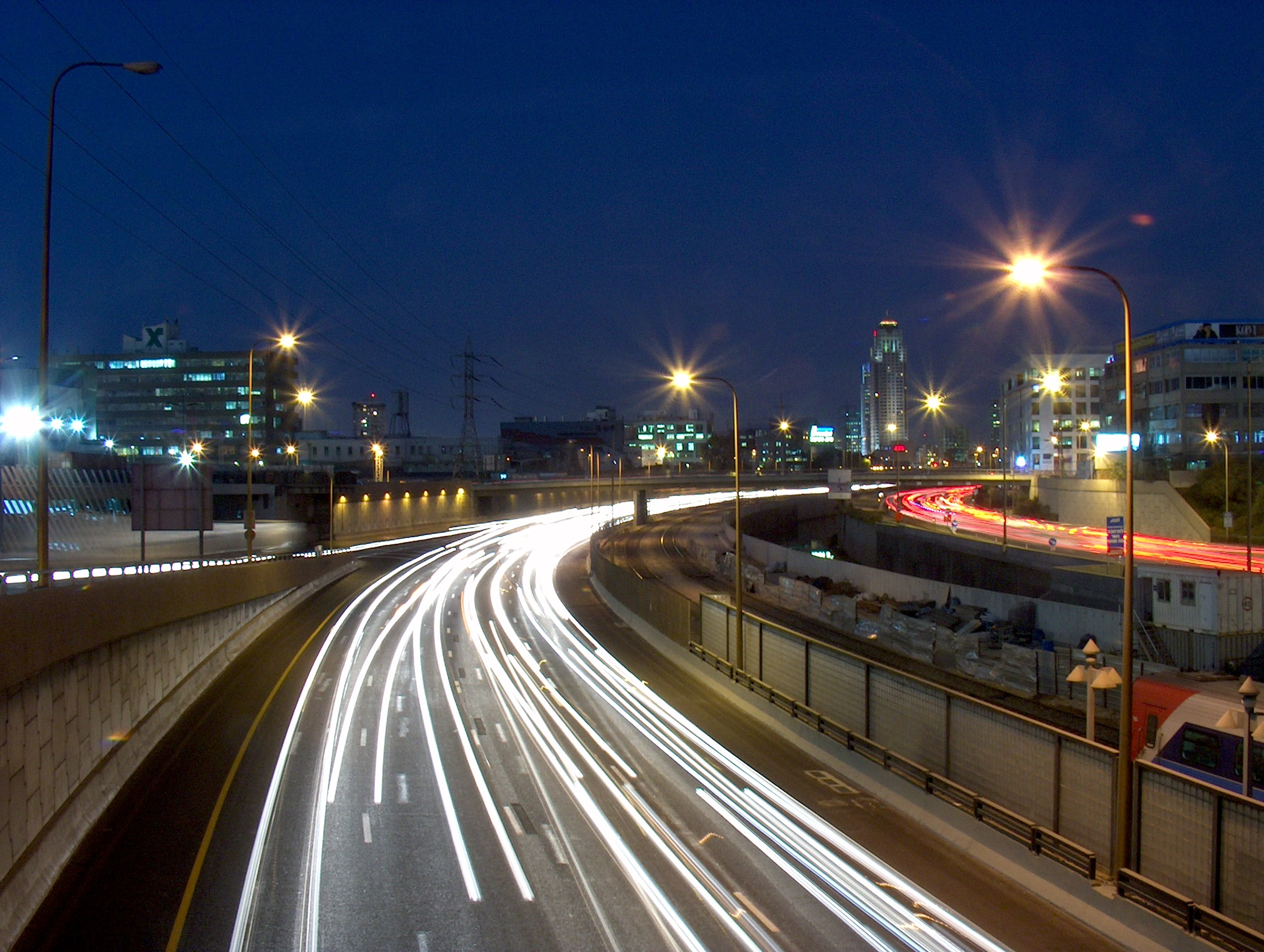
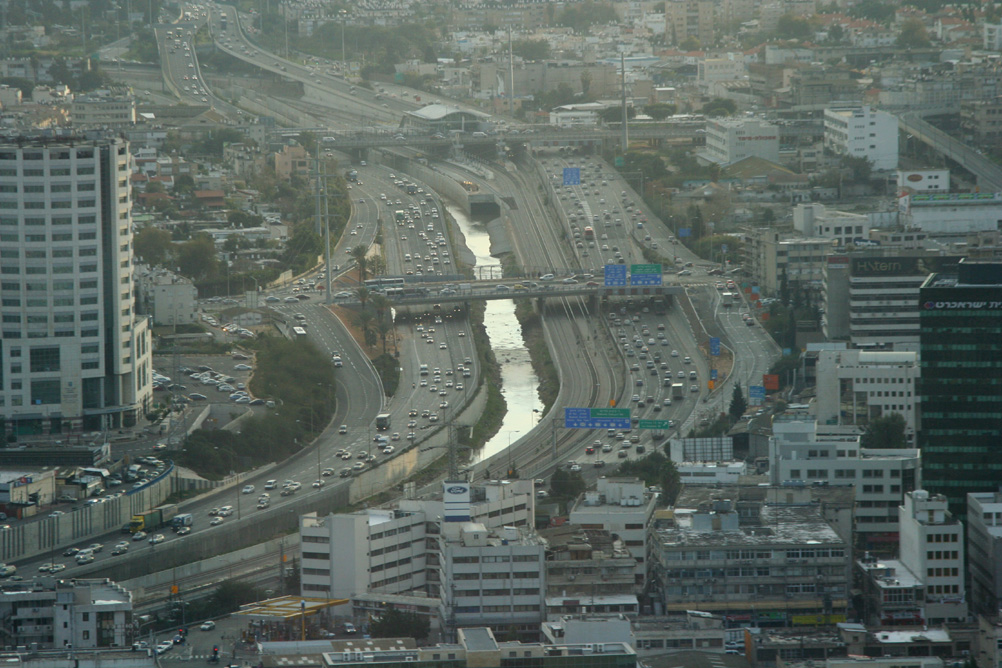
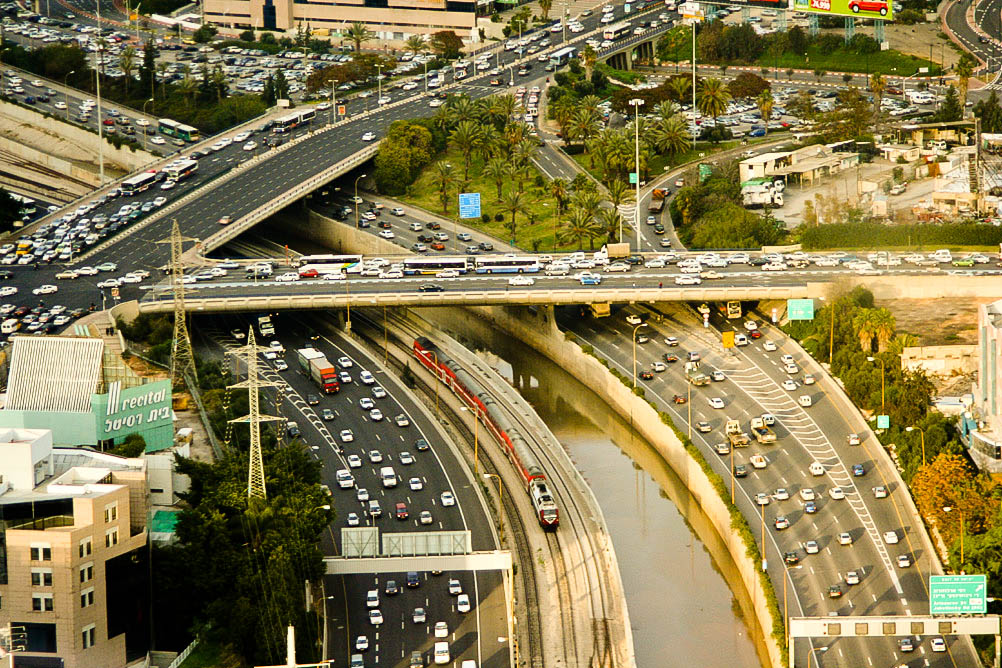

## Развязки
| Километр             | Название развязки                         | Тип | Расположение   | Пересечение дорог                         |
| -------------------- | ----------------------------------------- | --- | -------------- | ----------------------------------------- |
| Автомагистраль Аялон |                                           |     |                |                                           |
| 0                    | (Холот) ивр. מחלף חולות‎                   |     | Ган-Сорек      | Шоссе 4                                   |
| 1                    | (Мево Аялон) ивр. מחלף מבוא איילון‎        |     | Ришон-ле-Цион  | Шоссе 431                                 |
| 3,5                  | (Моше Даян) ивр. מחלף משה דיין‎            |     | Ришон-ле-Цион  | Въезд в город                             |
| 5                    | (Комемиют) ивр. מחלף קוממיות‎              |     | Холон, Бат-Ям  | Въезд в город                             |
| 6,5                  | (Йосефталь) ивр. מחלף יוספטל‎              |     | Холон, Бат-Ям  | Въезд в город                             |
| 7,5                  | (Дов Хоз) ивр. מחלף דב הוז‎                |     | Холон, Бат-Ям  | Въезд в город                             |
| 9                    | (Вольфсон) ивр. מחלף וולפסון‎              |     | Холон, Бат-Ям  | Въезд в город                             |
| 12                   | (Холон) ивр. מחלף חולון‎                   |     | Холон          | Шоссе 44                                  |
| 13                   | (Кибуц Галуйот) ивр. מחלף קיבוץ גלויות‎    |     | Тель-Авив      | Шоссе 1                                   |
| 14                   | (Ла-Гвардия) ивр. מחלף לה גוורדייה‎        |     | Тель-Авив      | Въезд в город                             |
| 16                   | (ха-Шалом) ивр. מחלף השלום‎                |     | Тель-Авив      | Въезд в город                             |
| 17                   | (ха-Ракевет) ивр. מחלף הרכבת‎              |     | Тель-Авив      | Въезд в город / ул. Арлозоров / Шоссе 481 |
| 17,5                 | (ха-Алаха) ивр. מחלף ההלכה‎                |     | Тель-Авив      | Въезд в город                             |
| 19                   | (Роках) ивр. מחלף רוקח‎                    |     | Тель-Авив      | Въезд в город                             |
| 21                   | (Керен Каемет) ивр. מחלף קרן קיימת‎        |     | Тель-Авив      | Въезд в город                             |
| 23                   | (Глилот Мизрах) ивр. מחלף גלילות מזרח‎     |     | Рамат ха-Шарон | / Шоссе 5 / Шоссе 2                       |
| 25,5                 | (Шиват ха-Кохавим) ивр. מחלף שבעת הכוכבים‎ |     | Герцлия        | Шоссе 541                                 |
| 29                   | (Маапилим) ивр. מחלף המעפילים‎             |     | Герцлия        | Въезд в город                             |
| 30.8                 | (Шмарьягу Мизрах) ивр. מחלף שמריהו מזרח‎   |     | Ришпон         | Шоссе 531                                 |
| 34.6                 | (Ришпон) ивр. מחלף רשפון‎                  |     | кибуц Гааш     | Шоссе 2                                   |